# Harpalos (Astronom)
Harpalos (altgriechisch Ἅρπαλος) war ein Astronom der griechischen Antike. Seine Lebensdaten sind nicht genau bekannt. Er ist jünger als Kleostratos und älter als Meton. Sein Wirken dürfte um 450 v. Chr. anzusetzen sein.
Nach Censorinus soll er die Länge des Jahres zu 365 Tagen und 13 Stunden bestimmt und darauf ein verbessertes System der Oktaeteris gegründet haben.
Nach ihm ist der Mondkrater Harpalus benannt.